# Harry Hedegaard
Harry Christian Hedegaard (ur. 7 listopada 1894 w Kopenhadze, zm. 17 lipca 1913 w Humlebæk) – duński pływak z początków XX wieku, uczestnik igrzysk olimpijskich.
Siedemnastoletni Hedegaard reprezentował Królestwo Danii podczas V Letnich Igrzyskach Olimpijskich w 1912 roku w Sztokholmie, gdzie wystartował w dwóch konkurencjach pływackich. Pierwszą konkurencją, w której wystartował był wyścig na dystansie 400 metrów stylem dowolnym. Wystartował w szóstym wyścigu eliminacyjnym, w którym zajął piąte miejsce z czasem 7:07,8, co oznaczało dla niego koniec rywalizacji. Na dystansie 1500 metrów stylem dowolnym wystartował w trzecim wyścigu eliminacyjnym. Zajął w nim niepremiowane awansem trzecie miejsce z czasem 28,32,4.
Hedegaard reprezentował barwy klubu Gymnastik- og Svommeforeningen Hermes.